# Waterwinning

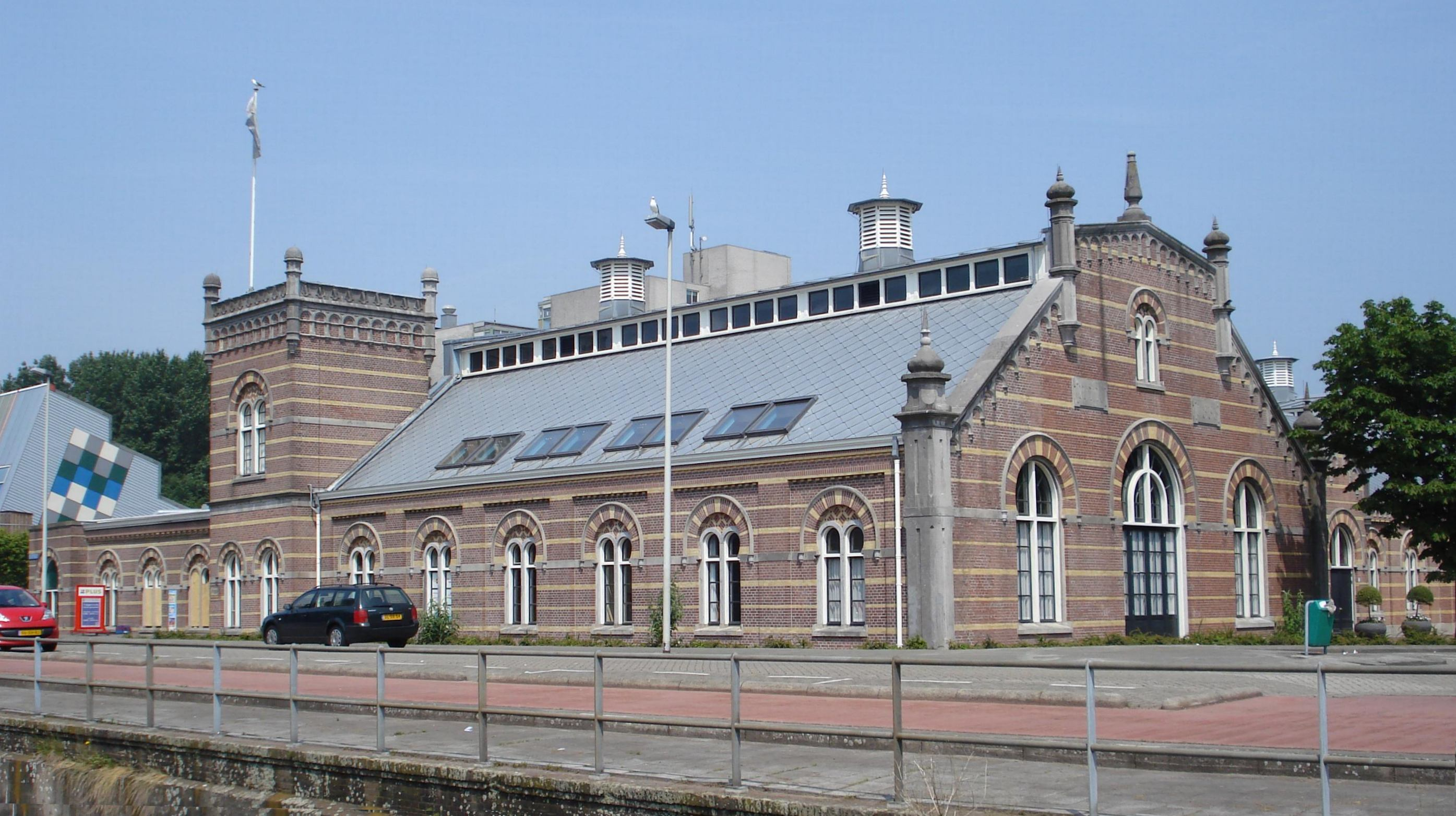
Voormalig pompstation van het waterleidingbedrijf te Rotterdam

Met waterwinning wordt het onttrekken van water aan het milieu bedoeld, over het algemeen met als doel dit water nuttig toe te passen als drinkwater, voor irrigatie, of in de industrie.
Water kan gewonnen worden aan het oppervlak (oppervlaktewater), of door water uit de bodem omhoog te pompen (grondwater in een waterwingebied). Een derde manier is winning na infiltratie in de bodem langs watergangen (oevergrondwater).
Voor het winnen van water is een vergunning nodig, omdat door de winning van water de grondwaterstand kan dalen, wat kan leiden tot verdroging van de bodem.